# Tool (Teksas)
Tool je grad u američkoj saveznoj državi Teksas. Prema popisu stanovništva iz 2010. u njemu je živjelo 2.240 stanovnika.